# 진보초등학교
진보초등학교는 대한민국 경상북도 청송군 진보면 진안리에 있는 초등학교다.

## 학교 연혁
- 1909년 9월 6일 사립 광덕학교 개교
- 1912년 5월 24일 진보공립보통학교로 개교
- 1921년 11월 2일 현 교사로 이전
- 1938년 4월 1일 진보공립심상소학교[1]로 개칭
- 1941년 4월 1일 진보공립국민학교[2]로 개칭
- 1979년 3월 1일 병설유치원 개원
- 1992년 3월 1일 광덕국민학교 통합
- 1993년 3월 1일 부곡국민학교 통합
- 1996년 3월 1일 시량국민학교 통합
- 1996년 3월 1일 진보초등학교로 개칭[3]
- 2000년 3월 1일 신촌초등학교 통합
- 2016년 3월 1일 제38대 이성호 교장 부임
- 2016년 3월 1일 초등 11학급(특수1), 유치원 3학급 편성
- 2017년 2월 17일 제103회 졸업식 거행(졸업생 누계 12015명)
- 2017년 3월 1일 초등 9학급(특수1), 유치원 3학급 편성

## 참고 자료
- 진보초등학교 - 한국교육학술정보원 학교알리미

## 학교 상징
- 교화 - 박태기 : 콩과의 낙엽수인 이 꽃나무는 잎은 둥근형이며 꽃잎은 붉은 보라색이다. 3월이면 희망을 뜻하는 앙상한 나무에 잎보다 먼저 꽃이 활짝 피어 새로운 마음과 각오로 새 학년을 맞이하게 하는 꽃으로 교정 둘레에 넓게 곳곳에 피어 있다.
- 교목 - 아카시아 : 운동장 서편에 있는 아카시아는 본교가 개교 당시부터 있었던 것으로 수령은 60~70년으로 추측된다. 콩과에 속하는 이 아카시아는 15~20m의 큰 키로 우뚝 솟아 5월 24일 개교기념일이면 해마다 만개하여 그 향기를 온누리에 뿌리며 본교의 영원한 발전을 축복하며 자랑스러운 나무이다.